# Mitsunari Musaka
Mitsunari Musaka (jap. 六平 光成, Musaka Mitsunari; * 16. Januar 1991 in Nishitōkyō, Präfektur Tokio) ist ein japanischer Fußballspieler.

## Karriere
Mitsunari Musaka erlernte das Fußballspielen in der Schulmannschaft der Maebashi Ikuei High School sowie in der Universitätsmannschaft der Chūō-Universität. Seinen ersten Vertrag unterschrieb er 2013 bei Shimizu S-Pulse. Der Verein aus Shimizu spielte in der höchsten Liga des Landes, der J1 League. Ende 2015 musste er mit dem Club als Tabellensiebzehnter in die zweite Liga absteigen. 2016 wurde er mit Shimizu Vizemeister der zweiten Liga und stieg direkt wieder in die erste Liga auf. Nach über 150 Spielen für Shimizu wechselte er im Januar 2021 in die zweite Liga. Hier schloss er sich Giravanz Kitakyūshū an. Am Ende der Saison 2021 stieg er mit dem Verein aus Kitakyūshū als Tabellenvorletzter in die dritte Liga ab.

## Erfolge
Shimizu S-Pulse
- J2 League

2. Platz: 2016  ▲